# Palatul Domnesc din Cotnari
Palatul Domnesc din Cotnari este un monument ruinat, care datează de la sfârșitul secolului al XV-lea și face parte din Ansamblul Medieval „Curtea Domnească”, care mai are în componență Biserica „Sfânta Cuvioasă Parascheva”.